# Le Ham (Mayenne)
Pour les articles homonymes, voir Le Ham.
Le Ham est une commune française, située dans le département de la Mayenne en région Pays de la Loire, peuplée de 343 habitants.
La commune fait partie de la province historique du Maine, et se situe dans le Bas-Maine dans le pays de Passais.

## Géographie

### Climat
Pour des articles plus généraux, voir Climat des Pays de la Loire et Climat de la Mayenne.
En 2010, le climat de la commune est de type climat océanique altéré, selon une étude du CNRS s'appuyant sur une série de données couvrant la période 1971-2000. En 2020, Météo-France publie une typologie des climats de la France métropolitaine dans laquelle la commune est exposée à un climat océanique et est dans la région climatique  Moyenne vallée de la Loire, caractérisée par une bonne insolation (1 850 h/an) et un été peu pluvieux. 
Pour la période 1971-2000, la température annuelle moyenne est de 10,3 °C, avec une amplitude thermique annuelle de 13,9 °C. Le cumul annuel moyen de précipitations est de 876 mm, avec 13,3 jours de précipitations en janvier et 7,7 jours en juillet. Pour la période 1991-2020, la température moyenne annuelle observée sur la station météorologique de Météo-France la plus proche, sur la commune du Horps à 6 km à vol d'oiseau, est de 11,1 °C et le cumul annuel moyen de précipitations est de 857,1 mm,. Pour l'avenir, les paramètres climatiques de la commune estimés pour 2050 selon différents scénarios d'émission de gaz à effet de serre sont consultables sur un site dédié publié par Météo-France en novembre 2022.

## Urbanisme

### Typologie
Au 1er janvier 2024, Le Ham est catégorisée commune rurale à habitat très dispersé, selon la nouvelle grille communale de densité à sept niveaux définie par l'Insee en 2022.
Elle est située hors unité urbaine. Par ailleurs la commune fait partie de l'aire d'attraction de Villaines-la-Juhel, dont elle est une commune de la couronne,. Cette aire, qui regroupe 8 communes, est catégorisée dans les aires de moins de 50 000 habitants,.

### Occupation des sols
L'occupation des sols de la commune, telle qu'elle ressort de la base de données européenne d’occupation biophysique des sols Corine Land Cover (CLC), est marquée par l'importance des territoires agricoles (94,7 % en 2018), une proportion identique à celle de 1990 (94,7 %). La répartition détaillée en 2018 est la suivante : 
prairies (50,8 %), terres arables (40,2 %), forêts (5,3 %), zones agricoles hétérogènes (3,7 %). L'évolution de l’occupation des sols de la commune et de ses infrastructures peut être observée sur les différentes représentations cartographiques du territoire : la carte de Cassini (XVIIIe siècle), la carte d'état-major (1820-1866) et les cartes ou photos aériennes de l'IGN pour la période actuelle (1950 à aujourd'hui).

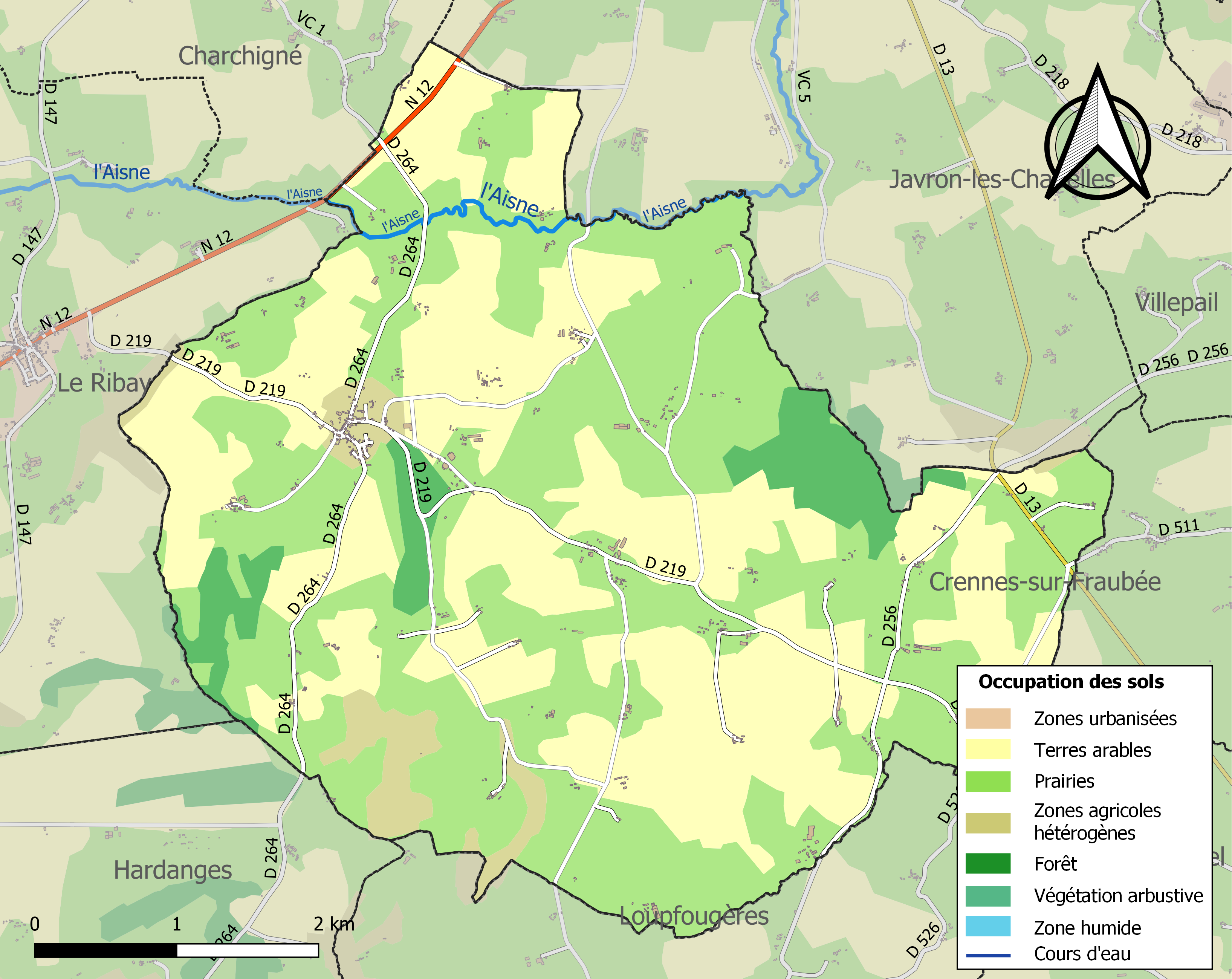
Carte des infrastructures et de l'occupation des sols de la commune en 2018 (CLC).

## Histoire

### Moyen âge

#### Période du duché de Normandie et de l'Empire Plantagenêt (911-1204)
Fondation d'un prieuré par Guillaume de Doucelles et les moines de l'abbaye Saint-Vincent du Mans.

### Époque contemporaine
En 1909, 27 commerces étaient répertoriés sur le territoire de la commune[réf. nécessaire]. En 2017, Il n’y en a plus que deux.

## Population et société

### Démographie
L'évolution du nombre d'habitants est connue à travers les recensements de la population effectués dans la commune depuis 1793. Pour les communes de moins de 10 000 habitants, une enquête de recensement portant sur toute la population est réalisée tous les cinq ans, les populations de référence des années intermédiaires étant quant à elles estimées par interpolation ou extrapolation. Pour la commune, le premier recensement exhaustif entrant dans le cadre du nouveau dispositif a été réalisé en 2006.
En 2022, la commune comptait 343 habitants, en évolution de −13,82 % par rapport à 2016 (Mayenne : −0,73 %, France hors Mayotte : +2,11 %).
| 1793 | 1800 | 1806 | 1821 | 1831 | 1836 | 1841 | 1846 | 1851  |
| ---- | ---- | ---- | ---- | ---- | ---- | ---- | ---- | ----- |
| 858  | 817  | 906  | 941  | 848  | 943  | 950  | 953  | 1 003 |

| 1856  | 1861  | 1866  | 1872  | 1876  | 1881  | 1886 | 1891 | 1896 |
| ----- | ----- | ----- | ----- | ----- | ----- | ---- | ---- | ---- |
| 1 011 | 1 023 | 1 065 | 1 138 | 1 117 | 1 010 | 978  | 938  | 875  |

| 1901 | 1906 | 1911 | 1921 | 1926 | 1931 | 1936 | 1946 | 1954 |
| ---- | ---- | ---- | ---- | ---- | ---- | ---- | ---- | ---- |
| 858  | 885  | 858  | 717  | 699  | 640  | 596  | 549  | 578  |

| 1962 | 1968 | 1975 | 1982 | 1990 | 1999 | 2006 | 2011 | 2016 |
| ---- | ---- | ---- | ---- | ---- | ---- | ---- | ---- | ---- |
| 493  | 432  | 396  | 399  | 422  | 422  | 434  | 428  | 398  |

| 2021 | 2022 | - | - | - | - | - | - | - |
| ---- | ---- | - | - | - | - | - | - | - |
| 360  | 343  | - | - | - | - | - | - | - |

## Économie
En 1909, 27 commerces étaient répertoriés sur le territoire de la commune. Il n’y en a plus que deux : un bar–restaurant et le Château qui abrite gite et chambres d’hôtes. Six entreprises sont établies sur le territoire.

## Culture locale et patrimoine

### Lieux et monuments
- L'église Notre-Dame.
- Château de Bazeille en ruines.
- La gare du Ham. Elle était desservie par un train provenant de Mayenne[réf. nécessaire].

### Personnalités liées à la commune
- Guillaume Le Métayer dit Rochambeau (1763-1798), chef chouan de la Mayenne, y a levé des troupes.
- Romain Salin (1984-), footballeur professionnel, y passe son enfance.

### Héraldique
| Blason de Le Ham (Mayenne) | Blason  | D’azur, à un lion burelé d’argent et de gueules, accompagné en chef de deux roses d’argent. |
| Blason de Le Ham (Mayenne) | Détails | L’azur et le lion sont les éléments des armes de Raoul de Bazeilles, fief du village qui était inféodé aux Doucelles au XIIIe siècle. La reprise intégrale du blason de seigneur étant interdite pour les municipalités, il suffit d’en emprunter un ou plusieurs éléments. Les roses sont l’un des symboles de la Vierge, saint patronne de la paroisse. Les ornements sont deux branches de chêne de sinople, fruitées d’or, mises en sautoir par la pointe et liées d’argent pour rappeler les nombreuses forêts. Le listel d'argent porte le nom de la commune en lettres majuscules de sable. La couronne de tours dit que l’écu est celui d’une commune ; elle n’a rien à voir avec des fortifications. Le statut officiel du blason reste à déterminer. |